# Управління державної охорони України
Управлі́ння держа́вної охоро́ни Украї́ни (УДОУ) — державний правоохоронний орган спеціального призначення, що підпорядкований Президенту України та підконтрольний Верховній Раді України.

### Управління державної охорони України
Поштова адреса: 01024, м. Київ-24, вул. Богомольця, 8

#### Підрозділ кадрового забезпечення
(понеділок — п'ятниця з 09.00 до 17.00).
Адреса: м. Київ, вул. Садова, 1/14,

#### Пресцентр
Поштова адреса: 01024, м. Київ-24, вул. Богомольця, 8

## Історія

Охоронець Гетьмана, 1917

В період Гетьманщини завдання з особистої охорони Гетьманів, Гетьманської резиденції, Генеральної старшини, Генеральної артилерії, військової канцелярії, Генерального суду виконували спеціально створені наймані піхотні підрозділи (сердюцькі полки). За службу вони отримували від Гетьмана грошову оплату з Гетьманської скарбниці, знаходились на повному забезпеченні матеріально-технічними ресурсами та особисто підпорядковувались Гетьману.
Пізніше було виділено окрему роту для охорони Гетьмана, що дістала назву жолдацька рота. Але після ліквідації Січі перестало існувати і саме поняття і саме питання української охоронної діяльності.
Відродження інституту державної охорони припадає на період Гетьманату Павла Петровича Скоропадського. Захистом родини П. Скоропадського займалися спеціальні підрозділи, які входили до структури Штабу Гетьмана. Забезпечення безпеки глави держави покладалося на гетьманського коменданта, під загальним керівництвом Начальника Штабу Гетьмана.
З радянських часів охоронною справою спочатку займався відділ охорони Міністерства державної безпеки УРСР, а з 1975 року — 9-та Служба КДБ при Раді Міністрів УРСР.
З набуттям Україною незалежності постало питання реформування і вдосконалення системи органів безпеки. Відповідно до Указу Президента України від 15 січня 1992 року було створено Управління охорони вищих посадових осіб. Та вже за півроку його було перейменовано в Управління державної охорони України. До прийняття Закону України «Про державну охорону органів державної влади України та посадових осіб» від 1998 року, підрозділи Управління державної охорони України діяли на основі Положення про Управління державної охорони України, що було введено відповідним Указом Президента України.
15 січня 2025 року згідно Указу Президента України в Україні встановлено День Управління державної охорони України, який відзначається щороку 15 січня.

## Забезпечення охороною
Державна охорона органів державної влади України здійснюється щодо: Кабінету Міністрів України, Конституційного Суду України, Верховного Суду України.
Державна охорона здійснюється щодо будинків, де працюють Верховна Рада України, Президент України, Кабінет Міністрів України, Конституційний Суд України, Верховний Суд України, споруд і спеціальних транспортних засобів, що перебувають в їх користуванні, а також інших місць де перебувають особи, які охороняються відповідно до українського законодавства.

### Забезпечення безпеки посадових осіб
Державна охорона забезпечується щодо Президента України, Голови Верховної Ради України, Прем'єр-міністра України, Голови Конституційного Суду України, Голови Верховного Суду України, Першого заступника Голови Верховної Ради України, Першого віце-прем'єр-міністра України, Міністра закордонних справ України, Генерального прокурора України.
Забезпечення безпеки інших осіб визначаються Законом України та рішеннями Президента України.

### Охорона Президента України
Президентові України забезпечується безпека в місцях його постійного і тимчасового перебування шляхом здійснення державної охорони. Протягом строку повноважень Президента України також забезпечується безпека членів його родини, які проживають разом з ним або супроводжують його. Після припинення повноважень Президент України забезпечується державною охороною довічно, якщо тільки він не був усунений з поста в порядку імпічменту.
Охорона Президента України може бути забезпечена також і Службою безпеки України але лише в межах своєї компетенції та у взаємодії з Управлінням державної охорони.

## Завдання Управління державної охорони України
Завдання Управління державної охорони України законодавством України визначені наступні:
- здійснення державної охорони щодо органів державної влади України;
- забезпечення безпеки посадових осіб, визначених Законом, за місцем їх перебування як на території України, так і за її межами;
- забезпечення безпеки членів сімей посадових осіб, визначених Законом, які проживають разом з ними або супроводжують їх;
- запобігання протиправним посяганням на посадових осіб і членів їхніх сімей та об'єкти, щодо яких здійснюється державна охорона, їх виявлення та припинення;
- охорони об'єктів, визначених Законом;
- забезпечення безпечної експлуатації транспортних засобів, призначених для визначених Законом посадових осіб.

## Структура
Загальна структура і чисельність Управління державної охорони України затверджуються Верховною Радою України за поданням Президента України.
Керівництво діяльністю Управління державної охорони України здійснює Начальник Управління державної охорони України, який призначається на посаду і звільняється з посади Президентом України. Начальник Управління державної охорони України має заступників, які за його поданням призначаються на посаду і звільняються з посади Президентом України. Інші посадові особи Управління державної охорони України призначаються на посаду та звільняються з посади Начальником Управління державної охорони України. Кадри Управління державної охорони України складаються з військовослужбовців, прийнятих на військову службу в Управління державної охорони України за контрактом, працівників, які уклали з Управлінням державної охорони України трудовий договір.
Вимоги до військовослужбовців, як кандидатів на різноманітні посади в Управління державної охорони, права та обов'язки працівників Управління та забезпечення цих прав визначаються законами та Конституцією України.

## Права військовослужбовців УДО
Військовослужбовці Управління державної охорони України під час здійснення державної охорони мають право: вимагати від громадян додержання режиму, встановленого на об'єктах, щодо яких здійснюється державна охорона. Затримувати осіб, які незаконно проникли або намагаються проникнути на об'єкти, щодо яких здійснюється державна охорона, перевіряти у них документи, що посвідчують особу, здійснювати особистий огляд затриманих та огляд їхніх речей і передавати їх іншим правоохоронним органам. Тимчасово обмежувати або забороняти під час здійснення охоронних заходів рух транспортних засобів та пішоходів на вулицях і дорогах відповідно, не допускати громадян на окремі ділянки місцевості та об'єкти, вимагати від них залишатися на конкретних місцях або залишити їх. Використовувати транспортні засоби, що належать органам державної влади України, підприємствам, установам, організаціям і громадянам для запобігання злочинам, переслідування і затримання осіб, що підозрюються у вчиненні злочину, доставлення осіб, які потребують невідкладної медичної допомоги, в лікувальні заклади, а також для проїзду до місця події з наступним відшкодуванням збитків, завданих власникам цих транспортних засобів. У невідкладних випадках, пов'язаних із рятуванням життя людей та майна чи з безпосереднім переслідуванням осіб, які підозрюються у вчиненні злочину, заходити в житлові та інші приміщення, що належать громадянам, на територію і в приміщення державних органів, підприємств, установ і організацій незалежно від форм власності з наступним повідомленням про це прокурора протягом 24 годин. Зберігати, носити і застосовувати вогнепальну зброю та спеціальні засоби на підставі і в порядку, передбачених Законом України «Про міліцію», військовими статутами та прийнятими відповідно до них нормативними актами. Позачергового придбання квитків на всі види транспорту незалежно від наявності місць та поселення в готелях при пред'явленні посвідчення про відрядження.
Дії військовослужбовців Управління державної охорони України можуть бути оскаржені у встановленому законом порядку.

## Взаємодія з іншими органами
Управління державної охорони України взаємодіє з іншими органами державної влади України, підприємствами, установами, організаціями та посадовими особами, які сприяють виконанню покладених на нього завдань. До таких органів зокрема належать: Міністерство внутрішніх справ та його підрозділи, Служба безпеки України, Служба зовнішньої розвідки України, Державна служба спеціального зв'язку та захисту інформації України. Громадяни або їх об'єднання сприяють діяльності Управління державної охорони України на добровільних засадах. Управління державної охорони України для здійснення покладених на нього завдань може взаємодіяти з органами безпеки іноземних держав відповідно до міжнародних договорів України та для забезпечення безпеки офіційних візитів іноземних делегацій до України.

## Контроль за діяльністю УДО
Законом України «Про державну охорону органів державної влади України та посадових осіб» визначено, що контроль за діяльністю Управління державної охорони України здійснюють Президент України, Верховна Рада України, Рахункова палата України у межах своїх повноважень. Нагляд за додержанням і застосуванням законів Управлінням державної охорони України здійснюється в порядку, визначеному Конституцією і законами України.
Верховна Рада України здійснює контроль за додержанням Управлінням державної охорони України чинного законодавства у сфері державної охорони, забезпечення прав і свобод людини.
Начальник Управління державної охорони України щорічно, до 1 лютого наступного за звітним року, подає Верховній Раді України письмовий звіт про діяльність Управління державної охорони України. Також начальник УДО зобов'язаний систематично інформувати Верховну Раду України про стан державної охорони, забезпечення прав і свобод людини та додержання чинного законодавства.
Контроль за діяльністю Управління державної охорони України здійснює Президент України. Начальник Управління державної охорони України систематично інформує Президента України з основних питань діяльності Управління. Порядок подання інформації встановлює Президент України. Начальник Управління державної охорони України щорічно подає Президенту України письмовий звіт про діяльність Управління державної охорони України.
Рахункова палата України відповідно до її повноважень, встановлених законодавством України, здійснює контроль за використанням Управлінням державної охорони України коштів Державного бюджету України. Контроль за фінансовою та адміністративно-господарською діяльністю Управління державної охорони України здійснюється в порядку, визначеному Президентом України.

## Символіка
Символіку Управління державної охорони України офіційно визначено та затверджено відповідним указом Президента України. Емблема і прапор Управління державної охорони України є офіційними відмітними символами, що вказують на належність до Управління державної охорони України. Порядок використання символів державної служби охорони визначаються указом Президента України та Законами України.

### Емблема
В основі емблеми Управління державної охорони України лежить чотирикінцева, дев'ятипроменева золота «зоря» — емблема гвардійських військових частин та конвою (охорони) гетьмана П. П. Скоропадського — перших охоронних частин в Україні. На діагоналях «зорі» зображено мечі з білого металу вістрям догори, що символізують постійну бойову готовність підрозділів охорони. По вертикальній осі «зорі» вміщено золоту булаву — символ державності України і принцип єдиновладдя. На середину «зорі» покладено синій щит з золотим Тризубом у центрі — зображення Малого герба України. Навколо щитка на малиновому тлі вміщено напис срібними літерами «Державна охорона. Україна».

### Прапор
Прапор Управління державної охорони України являє собою малинове квадратне полотнище розміром 130 х 130 см. На лицьовій стороні прапора Управління державної охорони України в центрі вміщено зображення емблеми Управління державної охорони України. На зворотній —- напис золотими літерами «УПРАВЛІННЯ ДЕРЖАВНОЇ ОХОРОНИ УКРАЇНИ». Кути полотнища з обох боків прикрашено зображеннями стилізованої гілки калини, вільні сторони прапора — золотою бахромою. Древко прапора світло-коричневого кольору. Верхівка древка стрілоподібна з жовтого металу. У центрі — емблема Управління державної охорони України. До основи верхівки древка прикріплено подвійну малинову стрічку з бантом. Краї стрічки обрамлено срібною лиштвою. На стрічці срібними літерами відтворено девіз: «ДЕРЖАВІ, НАРОДОВІ, ЗАКОНУ» та орнамент із зображенням срібного лаврового і дубового листя. Один кінець стрічки прикрашений золотим Тризубом (Знаком Княжої Держави Володимира Великого) на синьому полі, інший — емблемою Управління державної охорони України на малиновому тлі. Кінці стрічок оздоблено срібною бахромою.

### Штандарт Начальника Управління державної охорони України
Штандарт — малинове квадратне полотнище розміром 90 х 90 см. У центрі штандарта розміщено зображення емблеми Управління державної охорони України. По периметру полотнища штандарт декоративно гаптований вінком із дубового листя з жолудями. Зворотна сторона штандарта тотожна лицьовій. З вільних країв штандарт оздоблено золотою бахромою. Древко штандарта дерев'яне, світло-коричневого кольору. Верхівка древка стрілоподібна з жовтого металу. У центрі — емблема Управління державної охорони України.

### Медалі за сумлінну службу

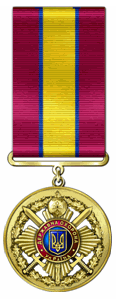
25 років сумлінної служби (Ветеран військової служби)
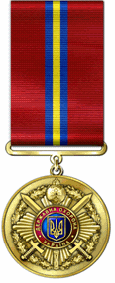
20 років сумлінної служби
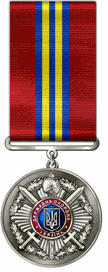
15 років сумлінної служби
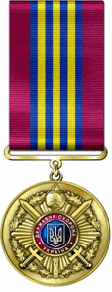
10 років сумлінної служби

## Керівництво

### Начальники
1. Генерал-лейтенант Гайдук Михайло Петрович (8.06.1992 — 23.01.1995)
2. Генерал-лейтенант Таберко Юрій Миколайович (23.01.1995 — 23.11.1999)
3. Генерал-лейтенант Шепель Володимир Кононович (23.11.1999 — 10.02.2001)
4. Генерал-полковник Строгий Валерій Іванович (10.02.2001 — 07.02.2005)
5. Підполковник Плюта Петро Васильович (7.02.2005 — 23.05.2007)
6. Генерал-полковник міліції Опанасенко Петро Микитович (23.05.2007 — 24.05.2007)
7. Генерал-лейтенант, Генерал-полковник Гелетей Валерій Вікторович (24.05.2007 — 14.07.2009)
8. Генерал-лейтенант Бірсан Олександр Семенович (14.07.2009 — 20.04.2010)
9. Генерал-лейтенант Калінін Ігор Олександрович (20.04.2010 — 03.02.2012)
10. Генерал-полковник Кулик Сергій Леонідович (09.02.2012 — 24.02.2014)
11. Генерал-полковник Гелетей Валерій Вікторович (02.03.2014 — 03.07.2014)
12. Генерал-майор Дахновський Володимир Анатолійович (в.о.) (03.07.2014 — 14.10.2014)
13. Генерал-полковник Гелетей Валерій Вікторович (15.10.2014 — 29.05.2019)[5][6]
14. Підполковник Оцерклевич Олексій Ярославович (29.05.2019 — 16.10.2019)[7][8]
15. Генерал-майор Рудь Сергій Леонідович (16.10.2019 - 09.05.2024)[9][10][11][12].
16. Морозов Олексій Володимирович (з 21.06.2024)[13]

### Перші заступники
Перший заступник начальника Управління — начальник Служби безпеки Президента України Управління державної охорони України
- Донець Максим Андрійович (25.01.2022)[14]

### Заступники
- Вихор Роман Володимирович (21.06.2024)[15]
- Шаран Олесь Володимирович (21.06.2024)[16]

## Діяльність
УДО під керівництвом Валерія Гелетея засекретило документи щодо земельної ділянки Президента України Петра Порошенка в історичній частині Києва, де була зруйнована пам'ятка національного значення — частина Олексіївського люнету бастіону Київської фортеці
|                                                        |  |  |
| Пам'ятна монета "Управління державної охорони України" |  |  |

## Відзначення
29 січня 2024 року Національний банк України ввів в обіг пам'ятну монету номіналом 5 гривень, присвячену Управлінню державної охорони України.